# Fußartillerie-Regiment „Encke“ (Magdeburgisches) Nr. 4
Das Fußartillerie-Regiment „Encke“ (Magdeburgisches) Nr. 4 war ein Verband der Fußartillerie (schweren Artillerie) der Preußischen Armee.

## Geschichte
Es wurde am 16. Juni 1864 als Magdeburgisches Festungsartillerie-Regiment Nr. 4 zu zwei Abteilungen zu je vier Kompanien aufgestellt. Regimentsstab und I. Abteilung waren in Magdeburg, die II. Abteilung in Erfurt stationiert. Am 27. August 1866 wurde aus den 9. und 10. Kompanien der 7./5 und 3./6 aus der II. Abteilung eine III. Abteilung gebildet und nach Sachsen abkommandiert. Diese III. Abteilung schied zum 1. März 1868 aus dem Regiment aus.
Mit der Trennung von der Feldartillerie am 7. September 1872 folgte die Umbenennung des Verbandes in Magdeburgisches Fußartillerie-Regiment Nr. 4. Ab diesem Zeitpunkt wurden die bisherigen Abteilungen als Bataillone bezeichnet. Das II. Bataillon war ab 1877 in der Festung Ehrenbreitstein in Koblenz stationiert. Am 1. April 1881 wurde die 6. Kompanie an das Fußartillerie-Regiment Nr. 11 abgegeben.
Wilhelm II. verfügte am 27. Januar 1889, dass das Regiment zu Ehren und zum Andenken an Generalleutnant August Encke (1794–1860) dessen Namen zu führen hatte. Es führte daher ab diesem Zeitpunkt die Bezeichnung Fußartillerie-Regiment „Encke“ (Magdeburgisches) Nr. 4.
Am 2. Oktober 1893 wurde die 7. Kompanie an das Schleswig-Holsteinische Fußartillerie-Regiment Nr. 9 und die 4. Kompanie an das Fußartillerie-Regiment Nr. 15 abgegeben. Im gleichen Jahr legte man das Regiment wieder in Magdeburg zusammen und unterstellte es der neugebildeten 1. Fußartillerie-Inspektion in Berlin. Am 1. April 1902 wurde eine Bespannungsabteilung aus dem Magdeburgischen Train-Bataillon Nr. 4 dem Regiment eingegliedert und am 1. Oktober 1903 die 2. Kompanie an das Hohenzollernsche Fußartillerie-Regiment Nr. 13 abgegeben. 1912 änderte sich das Unterstellungsverhältnis ein weiteres Mal und der Verband kam zur 6. Fußartillerie-Brigade der 3. Fußartillerie-Inspektion. Ab 1913 nutzte das Regiment die Magdeburger Enckekaserne.

### Deutscher Krieg
Während des Deutschen Krieges 1866 nahm lediglich eine „Ausfall-Batterie“ (5. Kompanie) aktiv an den Kampfhandlungen teil und kam in der Schlacht bei Langensalza zum Einsatz. Diese Kompanie hatte dabei zwei Tote und fünf Verwundete zu beklagen.

### Deutsch-Französischer Krieg
Im Krieg gegen Frankreich 1870/71 nahm das Regiment an den Belagerungen von Toul, Paris und Belfort sowie der Einnahme der Festung von Soissons und der Schlacht an der Lisaine teil.

### Erster Weltkrieg
Mit der Mobilmachung bei Ausbruch des Ersten Weltkriegs wurde der Regimentsverband aufgelöst, die Bataillone den Armeekorps und der Regimentsstab der 2. Armee direkt unterstellt. Gemäß Verordnung des Kriegsministeriums vom 24. Februar 1917 wurde der Regimentsstab zum General der Artillerie Nr. 13 umformiert und ab 31. Mai 1917 der Heeresartillerie-Reserve der 1. Armee unterstellt.

### Verbleib
Nach Kriegsende wurde der Verband zunächst demobilisiert und Ende März 1919 schließlich aufgelöst.
Die Tradition übernahm in der Reichswehr durch Erlass des Chefs der Heeresleitung General der Infanterie Hans von Seeckt vom 24. August 1921 die 2. Batterie des 4. Artillerie-Regiments in Halberstadt.

## Kommandeure
| Dienstgrad                  | Name                             | Datum                                                          |
| --------------------------- | -------------------------------- | -------------------------------------------------------------- |
| Oberstleutnant              | Wilhelm Roth                     | 16. Juni 1864 bis 11. Dezember 1865                            |
| Oberstleutnant/Oberst       | Feodor von Haenel                | 12. Dezember 1865 bis 13. August 1868                          |
| Oberstleutnant/Oberst       | Höckner                          | 14. August 1868 bis 17. Oktober 1871                           |
| Major                       | Siber                            | 18. Oktober bis 22. November 1871 (mit der Führung beauftragt) |
| Oberstleutnant/Oberst       | Julius Hartmann                  | 23. November 1871 bis 8. Juni 1874                             |
| Major/Oberstleutnant        | Franz Robert Konstantin Eck      | 09. Juni 1874 bis 10. Januar 1877                              |
| Major/Oberstleutnant/Oberst | Arved von Teichman und Logischen | 25. Januar 1877 bis 13. Oktober 1884                           |
| Major/Oberstleutnant        | Adolf Heinicke                   | 14. Oktober 1884 bis 10. März 1886                             |
| Major/Oberstleutnant        | Richard Polmann                  | 11. März 1886 bis 13. Juni 1888                                |
| Oberstleutnant/Oberst       | Karl Weitzel                     | 14. Juni 1888 bis 11. August 1890                              |
| Major/Oberstleutnant        | Paul von Tauchnitz               | 12. August 1890 bis 18. September 1891                         |
| Oberstleutnant/Oberst       | Wilhelm Brennecke                | 19. September 1891 bis 30. März 1894                           |
| Oberstleutnant/Oberst       | Bialonski                        | 31. März 1894 bis 12. Mai 1895                                 |
| Oberstleutnant/Oberst       | Wilhelm von Roth                 | 13. Mai 1895 bis 21. Juli 1900                                 |
| Oberstleutnant/Oberst       | Maximilian von Hörder            | 22. Juli 1900 bis 22. März 1902                                |
| Major/Oberstleutnant        | Heinrich Schwedler               | 23. März 1902 bis 21. April 1905                               |
| Oberstleutnant/Oberst       | Ernst Walter                     | 22. April 1905 bis 18. Dezember 1907                           |
| Major/Oberstleutnant/Oberst | Guido Schwierz                   | 19. Dezember 1907 bis 19. Juli 1912                            |
| Oberstleutnant/Oberst       | Hugo Hühn                        | 20. Juli 1912 bis 17. Januar 1917                              |
| Oberstleutnant              | Kurt Scharf                      | 18. Januar 20. November 1917                                   |
| Major                       | Paul Uhlenhaut                   | 21. November 1917 bis 14. April 1918                           |
| Oberstleutnant              | Günter Krauß                     | 0 April 1918 bis Januar 1919                                   |
| Oberst                      | Johannes Stuckenschmidt          | 10. Januar bis 31. März 1919                                   |